# جنگ سلوکیان و مائوریا
جنگ سلوکیان و مائوریا بین سالهای ۳۰۵ تا ۳۰۳ پ. م درگرفت. جنگ زمانی شروع شد که سلوکوس یکم، به دنبال بازپس‌گیری ساتراپی‌های شرقی امپراتوری مقدونی بود که توسط امپراتور چاندراگوپتا مائوریا، اشغال شده بود.
جنگ در نهایت با قرارداد صلح به پایان رسید که منجر به الحاق منطقه دره سند و بخشی از افغانستان به امپراتوری مائوریا شد و چاندراگوپتا کنترل مناطقی را که به دنبالش بود را به‌دست آورد و یک اتحاد ازدواج بین دو قدرت شکل گرفت. پس از جنگ، امپراتوری مائوریا به عنوان قدرت غالب شبه قاره هند ظهور کرد و امپراتوری سلوکی توجه خود را به شکست دادن رقبای خود در غرب معطوف کرد.

## زمینه

تکامل سرزمینی ماگدها و امپراتوری مائوریا بین ۶۰۰ تا ۱۸۰ پ. م، جنگ سلوکی-مائوریا، ۳۰۳ پ.م. از جمله دستاوردهای سرزمینی این تکامل برای هندی‌ها بود.

چاندراگوپتا مائوریا در حدود سال ۳۲۱ پ.م خود را به عنوان حاکم ماگدها تثبیت کرد. او تصمیم گرفت سلسله ناندا و دشت گنگ را فتح کند. او یازده سال با مبارزات چریکی موفق با امپراتوری جنگید و پایتخت ناندا پاتالی پوترا را تصرف کرد. این منجر به سقوط امپراتوری و در نهایت ایجاد امپراتوری مائوریا تحت امپراتور چاندراگوپتا شد.
ساتراپ‌های ایرانی در افغانستان امروزی، همراه با پادشاهی ثروتمند گندهارا و ایالت‌های دره سند، همگی تسلیم اسکندر مقدونی شده و بخشی از امپراتوری او شده بودند. هنگامی که اسکندر درگذشت، جنگ‌های دیادوخوی ("جانشینان") امپراتوری او را از هم جدا کرد. همان‌طور که ژنرال‌های او برای کنترل امپراتوری اسکندر می‌جنگیدند. در نواحی شرقی یکی از این ژنرال‌ها، سلوکوس یکم ، کنترل را در دست گرفته بود و شروع به تأسیس آنچه به نام امپراتوری سلوکی معروف شد. آپیان، مورخ رومی، دربارهٔ سلوکوس چنین می‌گوید:
او از لحاظ نظامی و متقاعدکنندکی در رایزنی‌ها قدرتمند و همیشه در کمین ملل همسایه‌اش بود، بین‌النهرین، ارمنستان، کاپادوکیه «سلوکی»، پارس، پارت، باختر، عربستان، تپوریا، سغد، آراخوزیا، هیرکانیا و دیگر سرزمین‌های مجاور را به دست آورد و قلمرواش تا رود سند تحت تسلط اسکندر قرار گرفت، به طوری که مرزهای امپراتوری او پس از اسکندر گسترده‌ترین در آسیا بود. تمام منطقه از فریگیا تا سند تابع سلوکوس بود.— آپیان
اسکندر ساتراپ‌هایی را برای کنترل قلمروهای خود تعیین کرده بود. به همین ترتیب ساتراپ‌ها برای اداره دره سند منصوب شدند. مائوریا مناطقی را که توسط چهار ساتراپ اداره می‌شد، ضمیمه کرده بودند: نیکانور، فیلیپ، اودموس و پیتون. این امر کنترل مائوریا را بر کرانه‌های رود سند برقرار کرد. پیروزی‌های چاندراگوپتا، سلوکوس را متقاعد کرد که باید جناح شرقی خود را ایمن کند. سلوکوس که به دنبال حفظ قلمروهای مقدونیه در آنجا بود، با امپراتوری نوظهور و در حال گسترش مائوریا بر روی دره سند درگیر شد.

## جنگ
جزئیات درگیری وجود ندارد. به گفته آپیان،
سلوکوس از رود سند عبور کرد و با ساندروکوتوس [مائوریا] پادشاه هندی که در سواحل آن رود ساکن بود به جنگ پرداخت تا اینکه با یکدیگر تفاهم کرده و رابطه‌ای فامیلی از طریق ازدواج برقرار کردند. برخی از این کارها پیش از مرگ آنتیگون و برخی پس از آن انجام شد.— آپیان
معلوم نیست که این نبرد، در واقع یک نبرد تن به تن بوده‌است یا خیر. مورخ نظامی جان دی. گرینگر استدلال کرده‌است که سلوکوس، پس از عبور از سند، «خود را در تله‌ای می‌بیند، با رودخانه‌ای بزرگ در پشت او و قاره‌ای متخاصم در مقابل او» و در نتیجه نمی‌توانست خیلی دورتر پیشروی کند. به گفته گرینگر، جزئیات درگیری نامشخص است، اما نتیجه به وضوح باید «پیروزی قاطع هندی‌ها» باشد، زیرا چاندراگوپتا نیروهای سلوکوس را تا هندوکش عقب راند و در نتیجه مناطق وسیعی را در افغانستان امروزی به دست آورد. ویتلی و هکل پیشنهاد می‌کنند که میزان روابط دوستانه مائوریا و سلوکی‌ها که پس از جنگ برقرار شد، نشان می‌دهد که خصومت‌ها احتمالاً «نه طولانی‌مدت و نه شدید» بوده‌است.

## عواقب
سلوکوس هندوکش، پنجاب و بخش‌هایی از افغانستان را به چاندراگوپتا واگذار کرد. در عوض، ۵۰۰ فیل جنگی را از چاندراگوپتا دریافت کرد که متعاقباً بر جنگ‌های دیادوخوی در غرب تأثیر گذاشت. سلوکوس و چاندراگوپتا نیز با یک اتحاد از طریق ازدواج موافقت کردند، احتمالاً ازدواج دختر سلوکوس (به نام برنیس در منابع هندی پالی) با چاندراگوپتا. به گفته استرابون، سرزمین‌های واگذار شده با سند هم‌مرز بودند:
موقعیت جغرافیایی قبایل به شرح زیر است: در امتداد رود سند، پاروپامیزها قرار دارند که بر فراز آن‌ها کوه پاروپامیز قرار دارد: سپس، به سمت جنوب، آراخوزیایی‌ها، سپس به سمت جنوب، گدروزوی‌ها و سایر قبایل ساحل و سند، از نظر عرضی، در کنار همه این مکان‌ها قرار دارد. و از این مکان‌ها، تا حدی، برخی که در امتداد سند واقع شده‌اند، توسط هندی‌ها نگهداری می‌شوند، اگرچه قبلاً متعلق به ایرانیان بودند. اسکندر [سوم «کبیر» مقدونی] این‌ها را از ایرانی‌ها گرفت و برای خود سکونت‌گاه‌هایی ایجاد کرد، اما سلوکوس نیکاتور آن‌ها را به شرط ازدواج و دریافت پانصد فیل به ساندروکوتوس [چاندراگوپتا] داد. — استرابون ۱۵٫۲٫۹

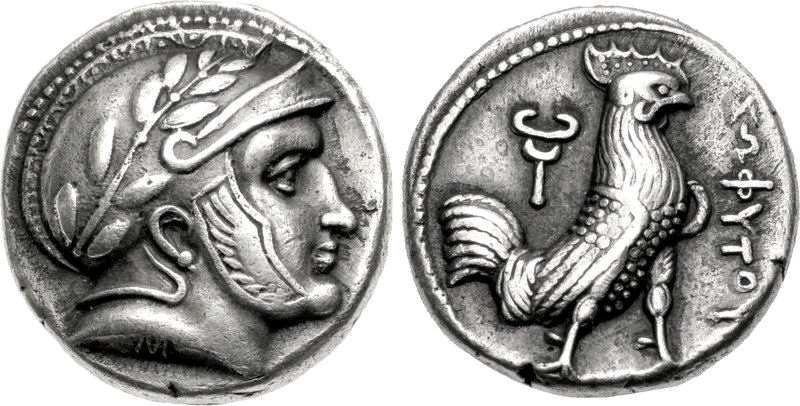
سوفیتس ممکن است ساتراپ مائوریایی، آراخوزیا بوده باشد و او جانشین سیبیرتیوس می‌شود، پس از اینکه سلوکوس قلمرو هلنیستی آراخوزیا را به چاندراگوپتا در جنگ سلوکی-مائوریا (۳۰۵–۳۰۳ پ. م) واگذار کرد.

از این رو، به نظر می‌رسد که سلوکوس شرقی‌ترین استان‌های آراخوزیا، ڱدروزیا، پاروپامیز و شاید آریا را هم تسلیم کرد. از سوی دیگر مورد قبول سایر ساتراپ‌های استان‌های شرقی قرار گرفت. همسر ایرانی او، آپاما، احتمالاً به او کمک کرده‌است تا حکومت خود را در باختر و سغد اجرا کند. این امر می‌تواند از نظر باستان‌شناسی تأیید شود، زیرا نشانه‌های مشخصی از نفوذ مائوریایی‌ها، مانند کتیبه‌های فرمان‌های آشوکا که به عنوان مثال در قندهار در جنوب افغانستان امروزی قرار دارند، وجود دارد.

برخی از نویسندگان ادعا می‌کنند که استدلال مربوط به تحویل سلوکوس از آنچه که اکنون جنوب افغانستان است اغراق‌آمیز است که در بیانیه‌ای از پلینیوس که به‌طور خاص به زمین‌های دریافتی چاندراگوپتا اشاره نمی‌کند، بلکه به نظرات مختلف جغرافیدانان در مورد این تعریف اشاره می‌کند. از کلمه «هند»:
بیشتر جغرافی دانان، در واقع، هند را محدود به رود سند نمی‌دانند، بلکه چهار ساتراپی گدروزیا، آراخوزیا، آریا، و پاروپامیز را به آن اضافه می‌کنند، رودخانه کوفس هم‌مرز هند را تشکیل می‌دهد. اما نویسندگان دیگری هم، همه این سرزمین‌ها را جزئی از کشور آریا می‌دانند. — پلینی، تاریخ طبیعی ششم، ۲۳
این ترتیب نشان داد که برای دو طرف سودمند است.  مرز بین امپراتوری‌های سلوکی و مائوریا در نسل‌های بعدی پایدار ماند و روابط دیپلماتیک دوستانه توسط سفیر مگاستنس و فرستادگانی که توسط نوه چاندراگوپتا، آشوکا به غرب فرستاده شدند، منعکس شد. هدیه چاندراگوپتا از فیل‌های جنگی «ممکن است بار علوفه و بدرقه بازگشت کاهش داده شده باشد»  و به او اجازه داد تا اندازه و هزینه ارتش بزرگ خود را به‌طور مناسب کاهش دهد، زیرا تهدیدات اصلی برای قدرت او اکنون همه از بین رفته بود. 
سلوکوس با فیل‌های جنگی که از مائوریا به دست آورد، توانست رقیب خود آنتیگون را همراه با متحدانش در نبرد ایپسوس شکست دهد. سلوکوس با افزودن قلمروهای آنتیگون به قلمرو خود، امپراتوری سلوکی را تأسیس کرد که تا سال ۶۴ پ. م به عنوان یک قدرت بزرگ در مدیترانه و خاورمیانه دوام آورد.
کنترل قلمرو مائوریا در افغانستان به محافظت در برابر تهاجم به هند از شمال غربی کمک کرد.  چاندراگوپتا به گسترش حکومت خود در هند به سمت جنوب تا دکن ادامه داد.

## یادداشت
1. ↑  هارتموت شارفه (۱۹۷۱) استدلال کرده بود که سلوکوس دست برتر را به دست آورده و فرمانروایی ساتراپی‌های شرقی را که در ازای فیل‌ها به عنوان خراج تحت نظارت چاندراگوپتا قرار گرفته بودند، حفظ کرده‌است. اما به گفته تراتمن[۲] هیچ محقق دیگری با این نتیجه موافق نبوده‌است؛ ویتلی و هکل بیان می‌کنند که استدلال شارف «قانع نمی‌کند».[۳]